# Сираги
Сираги́ — село в Карабудахкентском районе Дагестана. Входит в состав сельского поселения «Сельсовет „Губденский“».

## Географическое положение
Расположено в 28 км юго-восточнее районного центра села Карабудахкент.

## История
Образовано в 1968 году путем переселения 20 хозяйств села Канасираги Сергокалинского района на земли совхоза «Губденский» близ села Джанга.
В 1987 году указом ПВС РСФСР утверждено произведенное Президиумом Верховного Совета Дагестанской АССР наименование населённого пункта, возникшего на территории Губденского сельсовета Ленинского района, селение Сираги.

## Население
| 1970 | 1989 | 2002 | 2010 | 2021 |
| ---- | ---- | ---- | ---- | ---- |
| 186  | ↗424 | ↗530 | ↗602 | ↘527 |

## Уроженцы
- Мусаил Алаудинов — российский спортсмен, выступавший в смешанных единоборствах, самбо и кикбоксинге.